# District de Hajdúszoboszló
Le district de Hajdúszoboszló (en hongrois : Hajdúszoboszlói járás) est un des 10 districts du comitat de Hajdú-Bihar en Hongrie. Créé en 2013, il compte 43 175 habitants et rassemble 5 localités : 3 communes et 2 villes dont Hajdúszoboszló, son chef-lieu.
Cette entité existait déjà auparavant entre 1901 et 1930 et appartenait au comitat de Hajdú.

## Localités
- Ebes
- Hajdúszoboszló
- Hajdúszovát
- Nádudvar
- Nagyhegyes
- Újszentmargita